# Wunderino Arena
Wunderino Arena (wcześniej jako Ostseehalle i Sparkassen-Arena) – obiekt widowiskowo-sportowy w Kilonii, otwarty w 1951 roku (oficjalnie 1 maja 1952 roku). Z hali korzysta klub piłki ręcznej THW Kiel.
Podczas wydarzeń muzycznych obiekt może pomieścić 13 500 osób, a na meczach piłki ręcznej – 10 250.
W hali rozgrywano mecze fazy grupowej Mistrzostw Świata w Piłce Ręcznej Mężczyzn 2007.